# Chlorogomphus sachiyoae
Chlorogomphus sachiyoae – gatunek ważki z rodziny Chlorogomphidae.